# Typhloroncus diabolus
Espèce
Typhloroncus diabolus est une espèce de pseudoscorpions de la famille des Ideoroncidae.

## Distribution
Cette espèce est endémique du Veracruz au Mexique. Elle se rencontre à Ciudad Mendoza dans la grotte Cueva del Diablo.

## Description
La femelle holotype mesure 5,9 mm.

## Étymologie
Son nom d'espèce lui a été donné en référence au lieu de sa découverte, la grotte Cueva del Diablo

## Publication originale
- Muchmore, 1982 : Some new species of pseudoscorpions from caves in Mexico (Arachnida, Pseudoscorpionida). Bulletin of the Texas Memorial Museum, vol. 28, p. 63-78.